# Lasioglossum areolatum
Lasioglossum areolatum là một loài Hymenoptera trong họ Halictidae. Loài này được Friese mô tả khoa học năm 1909.